# Brett Rogers (MMA)
Pour les articles homonymes, voir Brett Rogers.
Brett Rogers, né le 17 février 1981, est un pratiquant américain d'arts martiaux mixtes (MMA).

## Palmarès en MMA
| Result   | Record | Opponent          | Method                          | Event                           | Date              | Round | Time | Location                          | Notes                                                |
| -------- | ------ | ----------------- | ------------------------------- | ------------------------------- | ----------------- | ----- | ---- | --------------------------------- | ---------------------------------------------------- |
| Défaite  | 12-5   | Alexander Volkov  | Décision                        | Bellator MMA 75                 | 5 octobre 2012    | 3     | 5:00 | Hammond, Indiana                  |                                                      |
| Victoire | 12-4   | Kevin Asplund     | TKO                             | Bellator MMA 71                 | 22 juin 2012      | 2     | 5:00 | Chester, Virginie                 |                                                      |
| Défaite  | 11-4   | Eddie Sanchez     | Décision                        | Titan Fighting Championships 20 | 23 septembre 2011 | 3     | 5:00 | Kansas City, Kansas               |                                                      |
| Défaite  | 11-3   | Josh Barnett      | Soumission (Arm-Triangle Choke) | Strikeforce: Dallas             | 18 juin 2011      | 2     | 1:17 | Dallas, Texas                     | Quarts de finale du tournoi poids-lourds Strikeforce |
| Victoire | 11-2   | Ruben Villareal   | Decision (Unanimous)            | W-1 New Ground                  | 23 octobre 2010   | 3     | 5:00 | Halifax, Canada                   |                                                      |
| Défaite  | 10-2   | Alistair Overeem  | TKO (Punches)                   | Strikeforce: Heavy Artillery    | 15 mai 2010       | 1     | 3:40 | St. Louis, Missouri               | Pour le titre Heavyweight Strikeforce                |
| Défaite  | 10–1   | Fedor Emelianenko | TKO (Punches)                   | Strikeforce: Fedor vs. Rogers   | 7 novembre 2009   | 2     | 1:48 | Hoffman Estates, États-Unis       | Pour le titre Heavyweight WAMMA                      |
| Victoire | 10–0   | Andrei Arlovski   | TKO (Punches)                   | Strikeforce: Lawler vs. Shields | 6 juin 2009       | 1     | 0:22 | St. Louis, Missouri               |                                                      |
| Victoire | 9–0    | Abongo Humphrey   | TKO (Knees)                     | Strikeforce: Shamrock vs. Diaz  | 11 avril 2009     | 2     | 1:38 | San José, États-Unis              |                                                      |
| Victoire | 8–0    | Jon Murphy        | KO (Punch)                      | EliteXC: Primetime              | 31 mai 2008       | 1     | 1:01 | Newark, New Jersey, États-Unis    |                                                      |
| Victoire | 7–0    | James Thompson    | KO (Punches)                    | EliteXC: Street Certified       | 16 février 2008   | 1     | 2:24 | Sunrise (Floride), États-Unis     |                                                      |
| Victoire | 6–0    | Ralph Kelly       | TKO (Punches)                   | EliteXC: Renegade               | 10 novembre 2007  | 1     | 1:43 | Corpus Christi, Texas, États-Unis |                                                      |
| Victoire | 5–0    | Josh Melichar     | KO (Punches)                    | EFX – Fury                      | 1er février 2007  | 1     | 0:09 | Minnesota, États-Unis             |                                                      |
| Victoire | 4–0    | Mark Racine       | TKO (Punches)                   | EFX – Fury                      | 17 décembre 2006  | 1     | 2:38 | Minnesota, États-Unis             |                                                      |
| Victoire | 3–0    | Brian Heden       | KO (Punches)                    | EFX – Fury                      | 1er novembre 2006 | 1     | 1:20 | Minnesota, États-Unis             |                                                      |
| Victoire | 2–0    | Stan Strong       | KO (Punches)                    | UCS – Throwdown at the T-Bar    | 30 juillet 2006   | 2     | 0:14 | Minnesota, États-Unis             |                                                      |
| Victoire | 1–0    | Chris Clark       | TKO (Knee and Punches)          | EFX – Fury                      | 3 mai 2006        | 1     | 0:37 | Minnesota, États-Unis             |                                                      |